# هایگ آکتریان
هایگ آرامی آکتریان (ارمنی: Հայկ Արամի Աքթերյան؛ رومانیایی: Haig Acterian; ۵ مارس ۱۹۰۴ – ۸ اوت ۱۹۴۳) روزنامه‌نگار، کارگردان فیلم، بازیگر، شاعر و متخصص ادبیات ارمنی‌تبار اهل رومانی بود.

## زندگی‌نامه
وی در ۵ مارس ۱۹۰۴ در کنستانتسا به دنیا آمد و از دانشگاه ملی فیلم و تئاتر کاراجیاله فارغ‌التحصیل گشت.  وی در ۸ اوت ۱۹۴۳ در سن ۳۹ سالگی در کشته شد.